# Thaddäus von Unruh

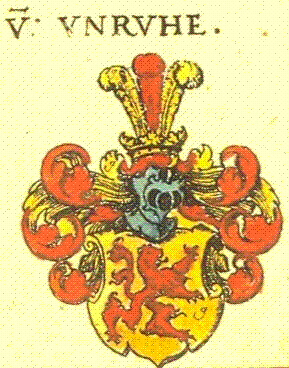
Herb rodziny von Unruh

Thaddäus Gustav von Unruh, w spolszczeniu Tadeusz Gustaw Unrug herbu własnego (ur. 1834, zm. 1907 w majątku Sielec koło Żnina) – generał major pruskiej gwardii.

## Życiorys
Pochodził ze znanej niemiecko-polskiej rodziny kalwińskiej wywodzącej się od hrabiego Jerzego Unruga starosty gnieźnieńskiego i założyciela (w 1641) Kargowej zwanej wówczas Unrugowem. Był synem Henryka Kajetana Unruga (zm. 1849) i jego żony Anny z Kurnatowskich (zm. 1849). W latach 50. XIX wieku Tadeusz i część jego rodzeństwa przeszedł na katolicyzm.
W małżeństwie z saksońską hrabianką Izydorą von Bunau (1851–1923) miał dwóch synów, w tym wiceadmirała Józefa Unruga.
W stanie spoczynku po wojnie prusko-francuskiej w 1870 zamieszkał koło Żnina, coraz bardziej się polonizując, choć przedtem ciążył ku niemczyźnie. Zmarł w 1907.